# 409

## Nașteri
- dată necunoscută: Daniel Stâlpnicul  (d. 490)